# Leochilus carinatus
Leochilus carinatus är en orkidéart som först beskrevs av George Beauchamp Knowles och Frederic Westcott, och fick sitt nu gällande namn av John Lindley. Leochilus carinatus ingår i släktet Leochilus och familjen orkidéer. Inga underarter finns listade i Catalogue of Life.